# Смоленська ТЕЦ-2
Смоленська ТЕЦ-2 — теплова електростанція на заході Росії, у Смоленській області.
У 1973—1975 роках на майданчику станції, розташованому на східній околиці Смоленська, ввели в експлуатацію котельню із чотирма паровими котлами Барнаульського котельного заводу БКЗ-210-140-7 продуктивністю по 210 тон пари, від яких живились дві турбіни — ПТ-60-130/13 потужністю 60 МВт від Ленінградського металічного заводу та Т-100/120-130-2 з показником 105 МВт, постачену Уральським турбінним заводом.
В 1982-му додатково запустили котел Таганрозького котельного заводу ТГМЕ-464 продуктивністю 500 тонн пари на годину та турбіну Уральського турбінного заводу Т-110/120-130-4 потужністю 110 МВт.
Окрім виробництва електроенергії станція забезпечує теплом споживачів міста Смоленськ, при цьому відбори від трьох турбін забезпечують теплову потужність на рівні 474 Гкал/год. Крім того, для покриття пікових навантажень у 1979, 1980 та 1986 роках додатково встановили три водогрійних котли Дорогобузького котельного заводу типу КВГМ-100 тепловою потужністю по 100 Гкал/год. Смоленській ТЕЦ-2 також належить розташований у північній частині міста майданчик колишньої Смоленської ТЕЦ-1, де зберегли частину обладнання загальною тепловою потужністю 196 Гкал/год — два водогрійні котли типу ПТВМ-50-1, здатні продукувати по 50 Гкал/год, та чотири введені в дію ще у 1958—1962 роках старі парові котли (по одному типів БМ-45, ТС-20р, ТС-35 та ТП-35ур).
ТЕЦ спроектували для роботи на торфі, проте надалі перевели на природний газ. Останній на момент запуску першої черги надходив по трубопроводу Брянськ – Смоленськ – Верхньодніпровський, а з кінця 1970-х у цей район подали ресурс через значно потужнішу систему Торжок — Івацевичі.
Для видалення продуктів згоряння використовують два димарі заввишки 140 та 180 метрів.
Вода для технологічних потреб надходить з річки Дніпро.
Видача продукції відбувається по ЛЕП, розрахованій на роботу під напругою 110 кВ.